# 普通科 (陸上自衛隊)

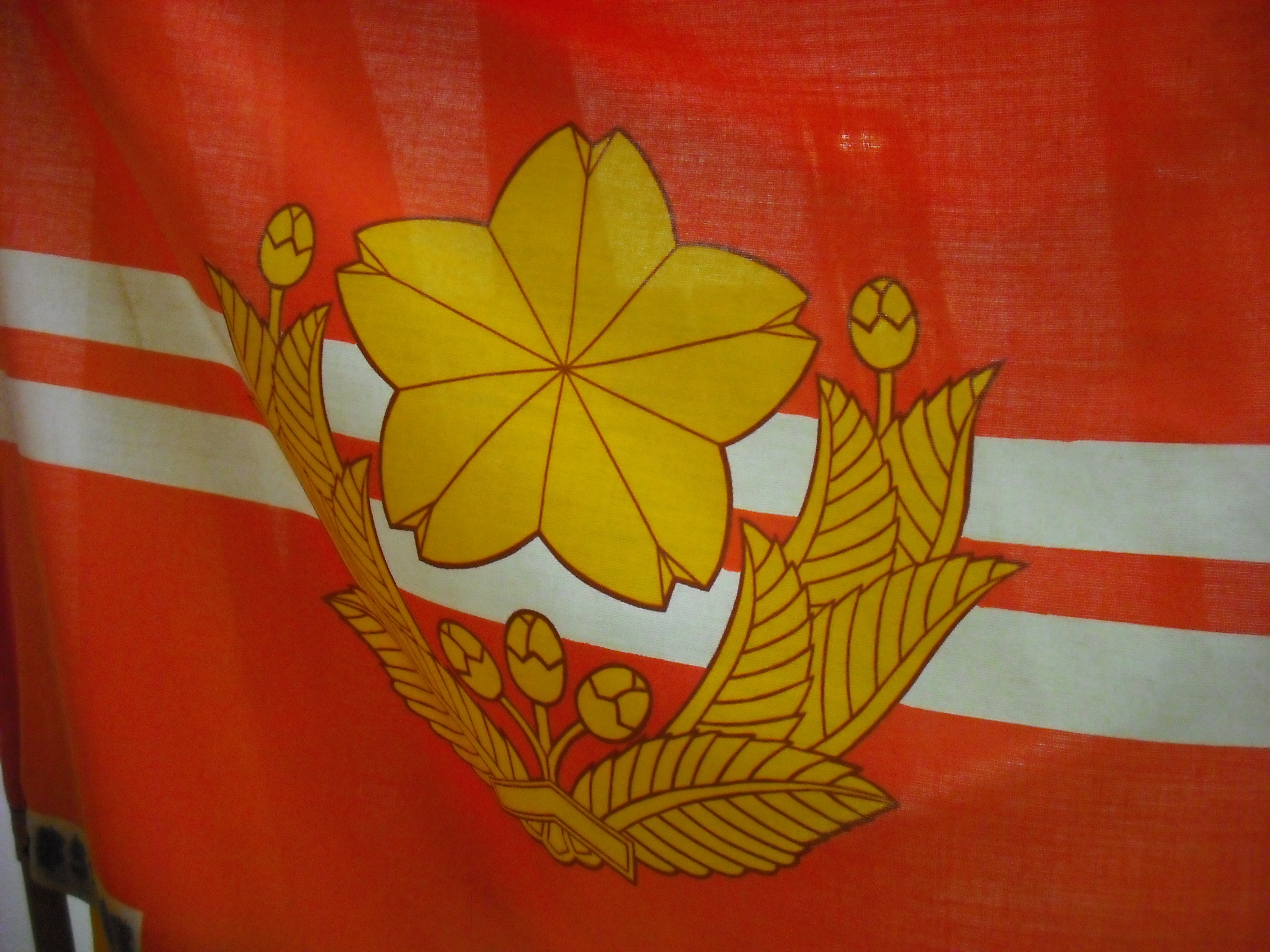
普通科大隊旗。主に対戦車隊に対して授与されており、編制上2佐を長としているので、隊旗は2本線の普通科部隊旗が授与される

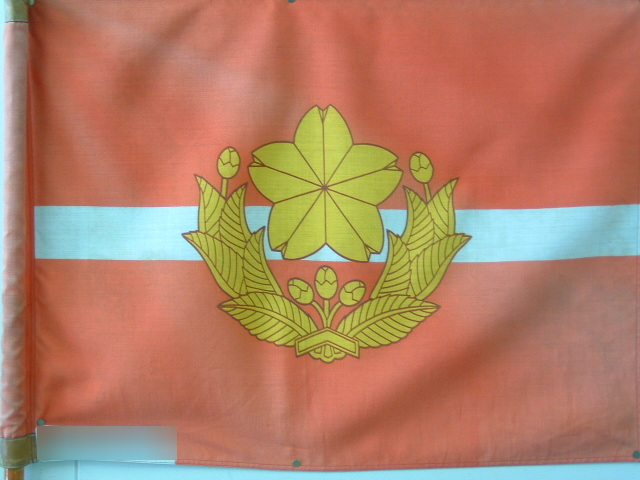
普通科中隊旗（甲）で、編制上3佐を長とする部隊、普通科連隊の隷下中隊や師団等直轄の普通科職種中隊等はこの旗が授与される

陸上自衛隊における普通科（ふつうか、英: Infantry）は、職種の一つで、軍隊における歩兵科相当の呼称である。陸上自衛隊の中では最も基本となる職種であり、人員も多い。職種標識の色は赤。

## 概要
普通科連隊など普通科を基幹とする部隊は、師団等あるいは諸職種連合部隊（戦闘団等）の基幹部隊となり、各種戦術行動において主として近接戦闘により敵を撃破または捕捉し、あるいは必要な地域を占領確保するのを任務とする。
20式5.56mm小銃、89式5.56mm小銃、06式小銃てき弾やミニミ軽機関銃など小火器による直接照準火力、L16 81mm 迫撃砲や120mm迫撃砲 RTなど迫撃砲による間接射撃火力、中距離多目的誘導弾や01式軽対戦車誘導弾など対戦車兵器による対機甲火力、そして、普通科隊員による近接戦闘能力を備えている。各種車両または徒歩で行動し、いわゆる機械化歩兵部隊、あるいはヘリボーン部隊等として行動することもある。また、空挺部隊や水陸両用部隊の骨幹をなす職種でもある。

## 教育課程
自衛官候補生として入隊した任期制隊員は、3か月間の「自衛官候補生教育」を経て2等陸士に任官し、各職種部隊での「新隊員特技課程」に進む。普通科連隊が後期教育で行う「基本特技」の課程には「基本軽火器」と「基本迫撃砲」の二種類があるが、主力は当然前者である。基本軽火器特技は、小銃手、84mm無反動砲装填手や機関銃副射手として必要な知識および技能を修得させ、当該特技職に必要な資質を養うものであり、特技番号は11101である。一方、基本迫撃砲特技は、迫撃砲手および弾薬手として必要な知識および技能を修得させ、当該特技職に必要な資質を養うものであり、特技番号は11201である。いずれも、一人前になるためには更に練成訓練や陸士特技課程の履修が必要である。
指揮官教育は、警察予備隊・保安隊においては久留米の普通科学校で行われていた。その後、1954年（昭和29年）の陸上自衛隊の発足とともに、習志野の特科学校および相馬原の特車教育隊と統合して富士学校が設置されて、以後、普通科の専門・特技教育は、野戦特科や機甲科とともに統轄して行われるようになった。幹部初級課程（BOC）、幹部上級課程（AOC）、幹部特修課程（FOC）は、普通科部・特科部・機甲科部に共通する教育課程として行われる。一方、幹部特技課程は職種ごとに行われている。

## 部隊一覧

### 機械化連隊（装甲戦闘車装備連隊）
- 第11普通科連隊（第7師団・千歳市、89式装甲戦闘車[第1・3・5中隊]、73式装甲車[第2・4・6中隊]）
- 普通科教導連隊（富士教導団・御殿場市、89式装甲戦闘車[第1中隊]、軽装甲機動車[第2中隊]、高機動車[第3中隊]、96式装輪装甲車[第4中隊]）

### 自動車化連隊（高機動車主体、一部96式装輪装甲車等装備）
以下の連隊は本管中隊にも装甲車が少数配備されている。装甲車装備中隊の記載がない場合は不明。
- 第25普通科連隊（第2師団・紋別郡遠軽町、96式装輪装甲車[第1中隊]）
- 第26普通科連隊（第2師団・留萌市、96式装輪装甲車[第1中隊]）[注 1]
- 第4普通科連隊（軽）（第5旅団・帯広市）
- 第27普通科連隊（軽）（第5旅団・釧路市、96式装輪装甲車[第3中隊]）
- 第18普通科連隊（軽）（第11旅団・札幌市、軽装甲機動車[第3中隊]）
- 第28普通科連隊（軽）（第11旅団・函館市、96式装輪装甲車[第1・3中隊]）
- 第12普通科連隊（第8師団・国分市、73式装甲車[第1中隊]、軽装甲機動車[第3・4中隊]）[6][注 2]
- 第52普通科連隊（北部方面混成団・札幌市、96式装輪装甲車[第1中隊]、コア部隊）
- 中央即応連隊（陸上総隊・宇都宮市、96式装輪装甲車、軽装甲機動車、増加装甲付高機動車[本部管理中隊、1・2・3中隊]）

### 自動車化連隊（高機動車主体、一部軽装甲機動車装備）
- 第1普通科連隊（第1師団・東京都練馬区）[注 3]
- 第32普通科連隊（第1師団・さいたま市、軽装甲機動車[第4中隊]）
- 第34普通科連隊（第1師団・御殿場市、軽装甲機動車[第5中隊]）
- 第7普通科連隊（第3師団・福知山市、軽装甲機動車[第1・5中隊]）
- 第36普通科連隊（第3師団・伊丹市、軽装甲機動車[第5中隊]）
- 第37普通科連隊（第3師団・和泉市、軽装甲機動車[第5中隊]）
- 第16普通科連隊（第4師団・大村市、軽装甲機動車[第4中隊]）
- 第40普通科連隊（第4師団・北九州市、軽装甲機動車[第4中隊]）
- 第41普通科連隊（第4師団・別府市、軽装甲機動車[第4中隊]）
- 第20普通科連隊（第6師団・東根市、軽装甲機動車[第4中隊]）
- 第44普通科連隊（第6師団・福島市、軽装甲機動車[第4中隊]）
- 第43普通科連隊（第8師団・都城市、軽装甲機動車[第3-4中隊]）
- 第5普通科連隊（第9師団・青森市、軽装甲機動車[第3-4中隊] ）
- 第39普通科連隊（第9師団・弘前市）
- 第21普通科連隊（第9師団・秋田市、軽装甲機動車[第1中隊]）
- 第14普通科連隊（第10師団・金沢市、軽装甲機動車[第4中隊]）
- 第33普通科連隊（第10師団・津市、軽装甲機動車[第4中隊]）
- 第35普通科連隊（第10師団・名古屋市、軽装甲機動車[第4中隊]）
- 第2普通科連隊（軽）（第12旅団[9]・上越市、軽装甲機動車[第3中隊]）
- 第13普通科連隊（軽）（第12旅団・松本市、軽装甲機動車[第3中隊]）

- 第30普通科連隊（軽）（第12旅団・新発田市、軽装甲機動車[第3中隊]）
- 第8普通科連隊（軽）（第13旅団・米子市、軽装甲機動車[第3中隊]）
- 第17普通科連隊（軽）（第13旅団・山口市、軽装甲機動車[第3中隊]）
- 第46普通科連隊（軽）（第13旅団・安芸郡海田町、軽装甲機動車[第3中隊]）
- 第50普通科連隊（軽）（第14旅団・香南市、軽装甲機動車[第3中隊]）
- 第51普通科連隊（軽）（第15旅団・那覇市）
- 第38普通科連隊（東北方面混成団・多賀城市、八戸市、コア部隊）
- 第31普通科連隊（東部方面混成団・横須賀市、コア部隊）
- 第48普通科連隊（東部方面混成団・群馬郡榛東村、コア部隊）
- 第19普通科連隊（西部方面混成団・春日市、軽装甲機動車[第1-4中隊]、コア部隊）
- 第24普通科連隊（西部方面混成団・えびの市、コア部隊）
- 第47普通科連隊（中部方面混成団・安芸郡海田町、善通寺市、軽装甲機動車[第3中隊]、コア部隊）
- 第49普通科連隊（中部方面混成団・豊川市、軽装甲機動車[第4中隊]、コア部隊）

### 即応機動連隊
- 第3即応機動連隊（第2師団・名寄市）
- 第6即応機動連隊（第5旅団・網走郡美幌町）
- 第22即応機動連隊（第6師団・多賀城市）
- 第42即応機動連隊（第8師団・熊本市）
- 第10即応機動連隊（第11旅団・滝川市）
- 第15即応機動連隊（第14旅団・善通寺市）

### 水陸機動連隊
- 第1水陸機動連隊（水陸機動団・佐世保市）
- 第2水陸機動連隊（水陸機動団・佐世保市[10]）
- 第3水陸機動連隊（水陸機動団・大村市）

### 普通科大隊（第1空挺団）
- 第1普通科大隊（第1空挺団・船橋市）
- 第2普通科大隊（第1空挺団・船橋市）
- 第3普通科大隊（第1空挺団・船橋市）

### 対舟艇対戦車隊・対舟艇対戦車中隊
詳細は、 対戦車隊を参照。
- 北部方面対舟艇対戦車隊（虻田郡倶知安町）
- 西部方面対舟艇対戦車隊（平時第8師団隷属・玖珠郡玖珠町）
- 第2対舟艇対戦車中隊（第2師団・空知郡上富良野町）

### 離島警備部隊
普通科連隊ではないが、下記の部隊も同種の編成装備表（TOE）を採用している。
- 対馬警備隊（第4師団・対馬駐屯地）
- 奄美警備隊（第8師団・奄美駐屯地）
- 八重山警備隊（第15旅団・石垣駐屯地）
- 宮古警備隊（第15旅団・宮古島駐屯地）